# Canton de Carbonne
Le canton de Carbonne est une ancienne division administrative française de l’arrondissement français de Muret, située dans le département de la Haute-Garonne et la région Midi-Pyrénées. Il faisait partie de la septième circonscription de la Haute-Garonne.

## Histoire
À la suite du nouveau découpage territorial de la Haute-Garonne entré en vigueur à l'occasion des élections départementales de mars 2015, défini par le décret du 13 février 2014, en application des lois du 17 mai 2013 (loi organique 2013-402 et loi 2013-403). Le canton de Carbonne est intégré dans le nouveau canton d'Auterive.

## Communes
Le canton de Carbonne regroupait 11 communes et comptait 17 138 habitants (population municipale) au 1er janvier 2012.
| Nom                    | Code Insee | Intercommunalité | Superficie (km2) | Population (dernière pop. légale) | Densité (hab./km2) |
| ---------------------- | ---------- | ---------------- | ---------------- | --------------------------------- | ------------------ |
| Carbonne (chef-lieu)   | 31107      | CC du Volvestre  | 26,59            | 5 377 (2014)                      | 202                |
| Bois-de-la-Pierre      | 31071      | CC du Volvestre  | 7,42             | 425 (2014)                        | 57                 |
| Capens                 | 31104      | CC du Volvestre  | 6,77             | 685 (2014)                        | 101                |
| Longages               | 31303      | CC du Volvestre  | 21,42            | 2 930 (2014)                      | 137                |
| Marquefave             | 31320      | CC du Volvestre  | 18,92            | 997 (2014)                        | 53                 |
| Mauzac                 | 31334      | CC du Volvestre  | 9,27             | 1 228 (2014)                      | 132                |
| Montaut                | 31361      | CC du Volvestre  | 17,88            | 539 (2014)                        | 30                 |
| Montgazin              | 31379      | CC du Volvestre  | 6,89             | 184 (2014)                        | 27                 |
| Noé                    | 31399      | CC du Volvestre  | 9,65             | 2 863 (2014)                      | 297                |
| Peyssies               | 31416      | CC du Volvestre  | 6,37             | 552 (2014)                        | 87                 |
| Saint-Sulpice-sur-Lèze | 31517      | CC du Volvestre  | 13,97            | 2 196 (2014)                      | 157                |

## Démographie
| 1962  | 1968  | 1975  | 1982  | 1990   | 1999   | 2006   | 2011   | 2012   |
| ----- | ----- | ----- | ----- | ------ | ------ | ------ | ------ | ------ |
| 7 195 | 8 119 | 8 745 | 9 991 | 11 522 | 12 381 | 15 171 | 16 788 | 17 138 |

## Administration

### Conseillers généraux de 1833 à 2015
| Période | Période          | Identité                                              | Étiquette          | Qualité |
| ------- | ---------------- | ----------------------------------------------------- | ------------------ | --- |
| 1833    | 1842 (décès)     | Germain Théodore Abolin                               | Centre             | Avocat, notaire à Noé Député (1795-1799) |
| 1842    | 1846 (décès)     | Baron Auguste Dupau (1783-1846)                       | Orléaniste         | Général de brigade du génie Inspecteur général des travaux de fortification de Paris                                                                      |
| 1846    | 1848             | Louis Clément Adolphe de Suarès d'Almeyda (1794-1854) |                    | Ancien officier (brigadier des gardes du roi), propriétaire à Toulouse                                                                                    |
| 1848    | 1851             | Emmanuel Jallier                                      |                    | Propriétaire à Carbonne (Bois-de-la-Pierre) |
| 1851    | 1862 (décès)     | Alphonse Dupau                                        | Parti de l'Ordre   | Notaire à Carbonne |
| 1862    | 1868             | Honoré Carrière                                       |                    | Colonel de cuirassiers Propriétaire |
| 1868    | 1870             | Hippolyte de Sainte-Marie                             |                    | Propriétaire, maire de Longages |
| 1870    | 1871             | Paul Suarez d'Almeyda                                 |                    | Propriétaire, maire de Saint-Elix |
| 1871    | 1880             | Julien Mengué                                         | Républicain        | Notaire, maire de Noé (1870-1874 et 1876-1880) |
| 1880    | 1892 (décès)     | Constant Germain                                      | Républicain        | Agréé au Tribunal de commerce Maire de Montaut Député (1881-1892)                                                                                         |
| 1892    | 1900 (décès)     | Georges Gaston                                        | Rad.               | Propriétaire, maire de Carbonne |
| 1900    | 1919             | Louis Doméjean                                        | Républicain rallié | Propriétaire, maire de Carbonne |
| 1919    | 1925 (décès)     | Luc de Gisson                                         | Rad.               | Médecin à Noé |
| 1925    | 1940             | Vincent Auriol                                        | SFIO               | Président de la République française de 1947 à 1954 Ministre Député de 1914 à 1940 Maire de Muret de 1925 à 1947 Président du Conseil général (1945-1946) |
|         |                  |                                                       |                    | |
| 1945    | 1946 (démission) | Vincent Auriol                                        | SFIO               | Président de la République française de 1947 à 1954 Ministre Député de 1914 à 1940 et de 1945 à 1947 Maire de Muret de 1925 à 1947                        |
| 1947    | 1958 (décès)     | Pierre Marty                                          | SFIO               | Responsable agricole Maire de Carbonne Sénateur (1948-1958)                                                                                               |
| 1958    | 1970             | Georges Cot                                           | SFIO               | Menuisier Conseiller municipal de Carbonne |
| 1970    | 1976             | Jean-Baptiste Doumeng                                 | PCF                | Agriculteur, homme d'affaires Maire de Noé (1959-1977) |
| 1976    | 2015             | Gérard Roujas                                         | PS                 | Technicien Sénateur (1980-2008) Conseiller municipal de Peyssies                                                                                          |

### Conseillers d'arrondissement (de 1833 à 1940)
| Période                                  | Période | Identité                       | Étiquette   | Qualité |
| ---------------------------------------- | ------- | ------------------------------ | ----------- | --- |
| 1833                                     | 1840    | André Sarrans ainé (1775-1840) |             | Lieutenant de louvèterie, propriétaire, maire de Capens |
| 1840                                     |         | M. Dehocy                      |             | Propriétaire à Carbonne |
|                                          |         |                                |             | |
| 1874                                     | 1880    | Pierre Bourgal                 |             | Propriétaire, ancien maure de Carbonne |
| 1880                                     | 1892    | Georges Gaston                 | Républicain | Propriétaire, maire de Carbonne |
| 1892                                     | 1904    | Jean-Marie-Auguste Catala fils | Radical     | Propriétaire à Saint-Sulpice |
| 1904                                     | 1910    | Armand Michel                  | Républicain | Maire de Capens |
| 1910                                     | 1919    | Marcellin Castaing             |             | Maire de Longages |
| 1919                                     | 1940    | Lucien Cassagne (1891-1944)    | SFIO        | Artiste musicien de théâtre, professeur au conservatoire de Toulouse, chef de service de l’administration du Capitole, conseiller municipal de Carbonne Mort le 20 août 1944 à Toulouse abattu par les Allemands |
| 1940                                     |         |                                |             | Les conseils d'arrondissement ont été suspendus par la loi du 12 octobre 1940 et n'ont jamais été réactivés |
| Les données manquantes sont à compléter. |         |                                |             | |